# Titularbistum Carpasia
Carpasia ein Titularbistum der römisch-katholischen Kirche. 
Es geht zurück auf einen früheren Bischofssitz in Karpasia auf Zypern, der der Kirchenprovinz Salamis angehörte.

## Liste der Titularbischöfe von Carpasia
| Nr. | Name                         | Amt                                                    | von               | bis                |
| --- | ---------------------------- | ------------------------------------------------------ | ----------------- | ------------------ |
| 1   | Nicolas François Bonhomme    |                                                        | 27. Februar 1729  |                    |
| 2   | Felix Towianski, OFMConv     | Weihbischof in Vilnius (Litauen)                       | 1. Dezember 1766  |                    |
| 3   | Michael Anthony Fleming, OFM | Koadjutorvikar von Neufundland (Kanada)                | 10. Juli 1829     | 4. Juni 1847       |
| 4   | Giuseppe Luca Barranco, OdeM | Weihbischof in Arequipa (Peru)                         | 8. Januar 1866    | 22. April 1866     |
| 5   | Stefano Scarella, PIME       | Apostolischer Vikar von Südhonan und Nordhonan (China) | 1. September 1882 | 20. September 1902 |
| 6   | Alexander Párvy              | Weihbischof in Eger (Ungarn)                           | 27. März 1903     | 25. Juni 1904      |
| 7   | Manuel Rivera y Muñoz        | Koadjutorbischof von Querétaro (Mexiko)                | 14. November 1904 | 11. Mai 1908       |
| 8   | Adamo Borghini               | Weihbischof in Ferrara (Italien)                       | 13. Januar 1909   | 4. Juni 1913       |
| 9   | Eugenio van Rechem           | Weihbischof in Gent (Belgien)                          | 26. März 1915     | 4. Juni 1913       |
| 10  | Pranciškus Ramanauskas       | Weihbischof in Telšiai (Litauen)                       | 28. Februar 1944  | 17. Oktober 1959   |
| 11  | Umberto Luciano Altomare     | Weihbischof in Mazara del Vallo (Italien)              | 31. März 1960     | 10. Juli 1962      |
| 12  | Enrico Dante                 | Sekretär der Ritenkongregation                         | 28. August 1962   | 22. Februar 1965   |